# Isola Karaginskij
L'isola Karaginskij (in russo Кара́гинский остров?) è un'isola della Russia posta all'estremo oriente della federazione nel mare di Bering ad est della parte settentrionale della penisola della Kamčatka, nel golfo omonimo. Amministrativamente dipende dal territorio della Kamčatka.
L'isola si estende su 193.597 ettari, è lunga 111 km da capo Goleniščev a nord fino a capo Krašeninnikov a sud e larga, nella sua estensione massima, 45 chilometri, con una elevazione massima di 912 metri (vetta del monte Vysokaja) s.l.m. L'isola è abitata solo saltuariamente da allevatori di renne Coriachi, che la raggiungono nella brutta stagione, quando lo stretto di Litke, che la separa dalla terraferma, è completamente ghiacciato. A nord di capo Goleniščev, alla distanza di 39,2 km, si trova la piccola isola Verchoturova.
La vegetazione è quella tipica della tundra artica con pini nani, betulle, cedri e sorbi. Molto fiorita in estate. Meta e sosta per molti uccelli migratori è protetta dalla Convenzione di Ramsar